# ⵣ

旗幟上的ⵣ

ⵣ，讀作YAZ，為柏柏人所使用的提非納文字之一。它為濁度的濁齒齦擦音 / z /。ⵣ是北非柏柏人的文化象徵，亦有人認為他是「自由人」的象徵。
這个字母與古漢語中的小篆「木」字相似，後者1975年在香港衍生出地鐵標誌的設計。